# Lijn 12 (metro van Barcelona)
Lijn 12, ook aangeduid als de grijze lijn, is een metrolijn van de Metro van Barcelona uitgebaat door de Ferrocarrils de la Generalitat de Catalunya (FGC) in de Spaanse stad Barcelona.

## Overzicht
Het huidige traject van lijn 12 werd in 1976 opgeleverd, wat toen diende als een verlenging van lijn 6, bediend door de Barcelona-Sarrià trein. De terminus verschoof van Sarrià naar Reina Elisenda, wat de nieuwe westelijke terminus van lijn 6 werd. Na werkzaamheden aan het station Sarrià in 2016 werd dit laatste verbindingsstuk tussen die twee stations met een tussenliggend tracé van 600 meter een aparte lijn: lijn 12. Er zijn plannen om lijn 12 verder uit te bouwen tot een volwaardige lijn, evenwel zonder goedkeuring, financiering, of implementatietijdlijn.

## Technische gegevens
- Kleur op de kaart: Grijs
- Aantal stations: 2
- Type: Conventionele metro
- Lengte: 0,6 km
- Rollend materiaal: 111 en 112 serie
- Reistijd:
- Spoorbreedte: 1435 mm
- Aandrijving: Elektrisch
- Voeding: Standaard bovenleiding
- Openluchtgedeelten: Nee
- Mobieletelefoondekking: Alle lijnen
- Depot: Rubí
- Uitvoerder: FGC

## Huidige stations
- Sarrià (L6, toekomst: L9)
- Reina Elisenda

Sarrià · Reina Elisenda
 L1 ·  L2 ·  L3 ·  L4 ·  L5 ·  L6 ·  L7 ·  L8 ·  L9 ·  L10 ·  L11 ·  L12 ·  Kabelspoorweg van Montjuïc
TMB · FGC · ATM · Lijst van stations · Gesloten stations